# Christophe Hondelatte
Pour les articles homonymes, voir Hondelatte.
Christophe Hondelatte, né le 17 décembre 1962 à Bayonne, est un journaliste, présentateur de radio et de télévision français et chanteur.

## Biographie

### Formation
En 1984, Christophe Hondelatte est diplômé de l'Institut d'études politiques de Bordeaux (parcours action publique et gouvernance territoriale),.

### Carrière

#### 1985-2000: débuts à Radio France
Entre 1985 et 1988, il travaille successivement à Radio France Pays basque, Radio France Berry Sud et Fréquence Nord, avant de rejoindre France Info en 1989.
Il intègre France Inter en 1990. Après être devenu grand reporter en 1994 au sein de la station du groupe Radio France, il présente le journal de dix-neuf heures, Inter Soir, entre 1996 et 1999 puis le journal de treize heures.

#### 2000-2004: arrivée sur RTL et lancement deFaites entrer l'accusésur France 2
En 2000, Christophe Hondelatte quitte le service public pour la station périphérique RTL afin d'y présenter la tranche d’information de la mi-journée : le journal de treize heures suivi de Les auditeurs ont la parole.
Parallèlement, il rejoint France 2 pour présenter Les documents du dimanche puis Faites entrer l'accusé.
En septembre 2003, il crée sur RTL On refait le monde, un débat quotidien entre chroniqueurs diffusé chaque soir après le journal de dix-neuf heures. En septembre 2004, alors qu'il est pressenti pour adapter On refait le monde sur Canal+, Christophe Hondelatte succède à Daniel Bilalian à la tête du journal de treize heures sur France 2.

#### 2004-2006: JT de 13 H sur France 2
Avec la nouvelle formule du journal de treize heures lancée le 6 septembre 2004, la directrice de l’information de la chaîne publique, Arlette Chabot, souhaite conquérir des parts de marché face au journal concurrent de TF1 présenté par Jean-Pierre Pernaut, mais le 28 janvier 2005, à la suite de la publication d'un portrait de Christophe Hondelatte dans le quotidien Libération évoquant son fils adoptif, ce dernier décide de ne plus présenter le journal de la mi-journée et quitte immédiatement la rédaction lors de la préparation du journal du jour. Il est remplacé au pied levé par Benoît Duquesne (qui l'avait déjà remplacé durant les vacances de Noël). Quelques heures plus tard, France 2 annonce que Christophe Hondelatte est déchargé de ses fonctions de présentateur. Dans un entretien accordé au journal Le Monde, l'intéressé déclare que, contrairement à ce qu'annonce la chaîne, c'est lui qui a souhaité quitter le journal de treize heures en raison des difficultés qu'il rencontre à « supporter depuis des semaines la notoriété que lui offrait la télévision ». Il songe désormais à « quitter cet univers du journalisme ».
Ayant délaissé sa carrière de journaliste, il continue de présenter l'émission Faites entrer l'accusé. En janvier 2006, la direction de France 2 décide de lui confier une nouvelle émission Au-delà du crime, diffusée en première partie de soirée à partir du 6 février 2006.
Cette décision a été contestée dans un communiqué de la Société des journalistes de France 2, où certains journalistes de la rédaction dénoncent le caractère « inadmissible » de ce choix. D'après leur analyse, nommer à cette fonction un ancien journaliste qui a abandonné le Journal de treize heures à la suite des attaques de Libération, est une « provocation ». Ces journalistes avancent qu'ils sont d'ailleurs eux-mêmes « tout à fait capables » de présenter une émission judiciaire.
Christophe Hondelatte qualifie par la suite ce communiqué de « futile » et « d'une indécence totale ». D'après lui, ces journalistes « sont des chicailleurs », et ajoute que « de nombreux journalistes de la rédaction se sont désolidarisés ».

#### 2005-2012: retour à RTL et diversification sur France Télévisions
Après la crise traversée à France 2, Christophe Hondelatte retrouve l'antenne de RTL et ses auditeurs en reprenant l'émission Les auditeurs ont la parole.
En négociation avec la chaîne d'information en continu i>Télé à l'automne 2005 afin d'assurer soit la présentation de la tranche matinale soit un débat quotidien, Christophe Hondelatte décline finalement cette proposition à la demande de la direction de RTL, qui ne souhaite pas qu'un de ses journalistes concurrence directement sa propre grille matinale. En contrepartie, le journaliste se voit confier la présentation du journal de 12 h 30 en collaboration avec Isabelle Millet, toujours suivi de l'émission Les auditeurs ont la parole.
En septembre 2006, la station redéfinit complètement sa grille de programmes. Christophe Hondelatte prend alors en charge l'animation de la tranche-clé d'information du matin entre 7 h et 9 h 30. RTL redevient la station de radio numéro un devant NRJ en septembre-octobre 2006 selon Médiamétrie et Christophe Hondelatte recueille 3 828 000 auditeurs, son programme se classant en première position, toutes radios confondues. Une publicité est diffusée dans les principaux médias pour s'en féliciter.
Le 26 mars 2007, Christophe Hondelatte présente une soirée de variétés Les présidentielles en chansons en première partie de soirée sur France 3. Cette émission fait suite à 36 en chansons présenté par Laurent Ruquier (6 juin 2006) et 1967, la révolution sexuelle en chansons présenté par Michèle Bernier (13 février 2007).
En mai 2008, Christophe Hondelatte annonce qu'il arrête la présentation de la matinale de RTL à la fin de la saison, préférant se consacrer à ses activités télévisuelles.
À partir de septembre 2008, il anime Le journal inattendu chaque samedi sur RTL, succédant ainsi à Laurence Ferrari.
Au cours de la saison 2008-2009, en plus de Faites entrer l'accusé, il présente sur France 2 cinq numéros de Tandem, une émission de première partie de soirée où deux personnalités « de deux générations et d'univers différents » choisissent les autres invités de l'émission,.
De septembre à fin novembre, Christophe Hondelatte anime le magazine culturel Vendredi, si ça me dit !, avant que cette émission hebdomadaire ne soit déprogrammée par France 2 en raison d'une audience jugée trop faible par la direction de la chaîne.
En septembre 2009, tout en poursuivant la présentation de Faites entrer l'accusé sur France 2, Christophe Hondelatte reprend la tranche 18 h - 20 h en semaine sur RTL, avec notamment l'émission de débat On refait le monde jusqu'alors animée par Nicolas Poincaré, Le journal inattendu étant repris par Harry Roselmack. Souffrant d'une hernie discale, Hondelatte s'absente de l'antenne d'octobre 2010 à novembre 2010, puis de nouveau de mai 2011 à la fin de la saison 2010/2011. En avril 2012, il est à nouveau contraint de s'absenter après s'être violemment emporté contre un de ses assistants. Sur son compte Facebook, il révèle souffrir d'une dépression.
En mai 2012, il quitte RTL. Marc-Olivier Fogiel lui succède fin août 2012.

#### 2012:13erueet Numéro 23
À partir de septembre 2012, il anime un débat hebdomadaire diffusé sur la Web TV de Yahoo!, Le débat Yahoo!.
Il est recruté en novembre 2012 par Numéro 23, une nouvelle chaîne de la TNT gratuite. Il y présente Hondelatte Dimanche (HD), une émission hebdomadaire afin d'animer un débat en première partie de soirée. Et sur 13e rue, il présente Passeport pour le crime, et Hondelatte part en live.

#### 2014-2015: BFMTV
À la rentrée 2014, il rejoint la rédaction de BFM TV pour y animer les soirées du week-end, le vendredi, samedi et dimanche soir, en remplacement de Marc Autheman. Il sera présent dès 20 h pour le journal du soir et à 22 h pour son talk show info en direct. Il est parti de la chaîne en août 2015 à cause de mauvaises audiences.

#### Depuis 2016: Europe 1, France 3 et Groupe Canal+
À la rentrée 2016, Christophe Hondelatte anime Hondelatte raconte sur Europe 1, une émission de faits divers diffusée chaque matin. En janvier 2017, l'émission bascule l'après-midi.
À la rentrée 2017, l'émission change d'horaire, mais aussi de format. Elle dure deux heures. Durant la première heure, Christophe Hondelatte raconte pendant 20 minutes une histoire, qui n'est plus forcément criminelle, mais le plus souvent en lien avec l'actualité du moment. Il revient ensuite sur son récit avec deux invités. La deuxième heure est la tranche d'information traditionnelle de la station. En janvier 2018, Christophe Hondelatte abandonne la partie info de l'émission.
Le 31 octobre 2016, il débarque sur France 3 en première partie de soirée avec une nouvelle émission de faits divers intitulée Crime et Châtiment, consacrée à l'affaire Jamel Leulmi. Mais faute d'audience, l'émission s'arrêtera dès le deuxième numéro, qui était consacré à l'affaire Manuela Gonzalez Cano (avec la diffusion du troisième et dernier opus, sur l'affaire Véronèse, le 15 décembre 2017).
À partir de juillet 2018, il lance un magazine trimestriel intitulé Hondelatte raconte en partenariat avec Europe 1, déclinaison papier de son émission radio.
Fin 2019, Christophe Hondelatte fait part de son intention de décliner Hondelatte raconte à la télévision. Lors des Radio Notes 2019, Hondelatte raconte est récompensée en tant que meilleure émission de récit(s) et d'histoire(s) de l'année pour la troisième fois consécutive. Il présente cette émission sur Canal+ Docs à partir de 2024.

### Autres activités

#### Musique et chanson
Violoncelliste, Christophe Hondelatte se lance dans la musique en 2010, avec son spectacle intitulé Dans ma maison tu viendras. Auparavant, en 2009, il a produit le chanteur Loko, candidat de Nouvelle Star. En 2011, il donne une série de concerts à l'Amadeus Song de Bordeaux puis à Bayonne, au cours desquels il interprète ses propres chansons, accompagné de trois amis musiciens. Son premier album (Ou Pas) est sorti en septembre 2011.

#### Cinéma et doublage
Christophe Hondelatte a participé au doublage français de Ratatouille de Brad Bird en 2007, où il est le narrateur des reportages du début du film sur Auguste Gusteau.
En 2021, il joue son propre rôle, comme présentateur d'une émission de tueurs en série, dans la comédie Barbaque de Fabrice Éboué.

## Prises de position
Dès 2014, Christophe Hondelatte prend position contre le concours de Miss France : « C'est la caricature de l'émission sexiste. C'est indigne »,. En 2019, il réaffirme ses pensées lors d'une nouvelle interview : « C'est une émission en total décalage avec les évolutions de la société française (…) Je ne crois pas que, de manière durable, on continuera de juger des femmes sur leur physique à la télévision. Je pense que c'est une incongruité qui perdure par habitude mais l'incongruité va sauter aux yeux des diffuseurs de télévision assez rapidement. Je suis sûr que c'est mort ».

## Publications
- Avec Bruno Heckmann, Danièle Dulhoste et Emmanuel Caen, Les grandes histoires criminelles : de Pierrot le fou à l'affaire d'Outreau, Paris, Hors Collection, 2008, 189 p. (ISBN 978-2-258-07627-3).
- Christophe Hondelatte, Le cannibale de Rotenburg et autres faits divers glaçants, Paris, JC Lattès, 2017, 356 p. (ISBN 978-2-7096-6085-3).
- Il préface en 2023, "Absinthe, l'affaire Gouffé", Lyon, Les éditions du gros caillou, 284p. de Yann Botrel, qui traite de l'affaire dite de "La malle sanglante de Millery" [32]

## Décoration
- Chevalier de l'ordre national du Mérite (2008)[33].